# Jawad al-Assadi
Jawad al-Assadi (Karbala, 12 januari 1947) is een Iraaks toneelregisseur, toneelschrijver en dichter en theateronderzoeker.

## Levensloop
Al-Assadi werd geboren in Karbala en verhuisde als kind met zijn gezin naar de hoofdstad Bagdad. Hier volgde hij de kunstacademie tot 1976. In dat jaar, tijdens de opkomst van Saddam Hoessein, besloot hij het land te verlaten en zijn toneelopleiding te vervolgen in de hoofdstad van Bulgarije, Sofia. Hier specialiseerde hij zich in regie.
Hij regisseert stukken van zowel Arabische bodem, zoals van Saádallah Wanoos, Moueen Bessissou, Mahmoud Darwish en Mahmoud Diab, als van Europese toneelschrijvers als Jean Genet, Anton Tsjechov en Bertolt Brecht.
Al-Assadi werkt met toneelgroepen en acteurs in verschillende Arabische landen. Hij ontwikkelde een vernieuwende visie op theater en leidt ook acteurs op in het theatervak. Verder schreef hij meerdere toneelstukken, gedichten en essays en doet hij onderzoek naar toneelrepetitie en theateruitvoering.
Na zijn carrière voor een groot deel te hebben gemaakt in ballingschap, keerde hij na de Amerikaanse invasie van 2003, rond 2004/2005, terug naar zijn vaderland om bij te dragen aan een positieve ontwikkeling in zijn land. In deze tijd kwam hij met het stuk Woman of War dat erna ook in het buitenland werd vertoond, zoals in Londen, Oman en Syrië. Hij was verder adviseur van de ministeries van cultuur van Irak en Abu Dhabi.
In 2004 werd hij onderscheiden met een Prins Claus Prijs voor zijn inzet voor vrijheid van culturele expressie in de Arabische wereld. De terugkeer naar zijn eigen land was niettemin van tijdelijke aard en, toen zijn pogingen om cultuur in Irak weer op de agenda te krijgen mislukten, vertrok hij naar Beiroet.
Naar aanleiding van zijn terugkeer en zijn indruk over de Amerikaanse aanwezigheid in het land schreef hij het stuk Baghdadi Bath. Dit stuk werd in 2009 in New York opgevoerd. Ook andere theaterstukken van zijn hand werden vertaald in het Engels, en verder ook in het Frans en Russisch.
- International Standard Name Identifier: 0000 0004 5670 3741
- Virtual International Authority File: 39145542605496642197